# Атавин, Вячеслав Владимирович
Вячеслав Владимирович Атавин (род. 4 февраля 1967, Красноярск) — советский и российский гандболист. Заслуженный мастер спорта СССР (1988).

## Биография
Родился в Красноярске. Начинал заниматься гандболом у Анатолия Басалгина и Николая Титова. В 15 лет переехал в Горький, чтобы продолжить спортивную карьеру.
Окончил Астраханский институт рыбной промышленности и хозяйства (1990). Выступал за «Динамо» (Астрахань), «Гранольерс» (Испания), с 1997 «Магдебург» (Германия). В сборную команду СССР входил в 1988—1991, России с сентября 1992.

## Достижения
- Олимпийский чемпион: 1988 (6 игр, 23 мяча)
- Чемпион мира: 1993, 1997
- Серебряный призёр Чемпионата Мира: 1990
- Чемпион Европы: 1996
- Чемпион Игр Доброй воли: 1990
- Чемпион СССР: 1990

## Личная жизнь
Женат, четверо детей.